# Rieneck

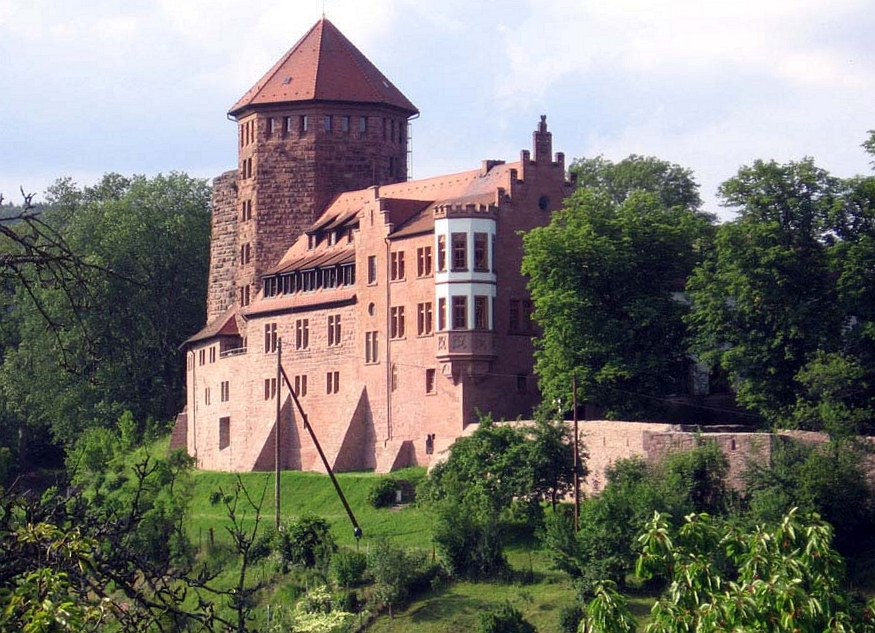
Rieneck

Rieneck este un oraș din Franconia Inferioară, landul Bavaria, Germania.